# Digital-til-analog-konverter
 For alternative betydninger, se Konverter.
En digital-til-analog-konverter, DA-konverter eller DAC, er et hybrid kredsløb, som tager imod et binært tal (se digital elektronik), og omsætter det til et analogt signal (se analog elektronik). Den bruges som delkredsløb i større elektroniske kredsløb, hvor et digitalt system (f.eks. en computer eller mikrocontroller) skal kunne generere en analog elektrisk spænding eller strøm.
Almindeligst kendt er omsætningen fra CD-afspillerens digitale data (i PC'en eller stereoanlægget) til et analogt signal, der forstærkes, og sendes ud af højttaleren.